# Stendalov sindrom
Stendalov sindrom, estetski šok, hiperkulturemija, Firentinski sindrom je 
psihosomatski poremećaj koji se najčešće javlja kod turista koji su izloženi vizuelnom posmatranju velikog broja različitih umetničkih remek dela slikarstva, vajarstva, arhitekture, na jednom mestu ili posmatranjem pojedinačnih umetničkim dela izuzetne umetničke vrednosti (npr. Mikelanđelovog Davida, Botičelijeve Venere itd.) u različitim uslovima. Sindrom najčešće prate somatski poremećaji kao sto su: ubrzan rad srca, vrtoglavica, nesvestica, zbunjenost, sve do halucinacija kod psihosomatski labilnih pojedinaca. Izraz se ponekad koristi i za sličnu reakciju u drugim okolnostima, npr. kada se neka osoba suoči sa velikom lepotom u prirodi.

## Istorijat
Stendalov sindrom je prvi opisao poznati francuski pisac  Mari-Anri-Belu (1783 – 1842), poznat pod pseudonimom Stendal godine 1817. u putopisu „Rim, Napulj i Firenca”, kada je posjetio baziliku Santa Kroče (Bazilika svetog krsta), gde su pokopani Nikolo Makijavelli, Mikelanđelo i Galileo Galilej.
Zvanično je imenovan od strane medicinske struke tek 1979, kada je ovaj sindrom opisala italijanska psihijatrica ital. Graziella Magherini, koja je ovu vrstu psihosomatskog poremećaja primetila u više od 100 sličnih slučajeva među turistima koji su posećivala brojne muzeje u Firenci.

## Spoljašnje veze
- Auxologia: Graziella Magherini: La Sindrome di Stendhal (book) (excerpts in Italian)
- Word Spy definition Архивирано на веб-сајту  (10. август 2013)
- P.W. Fenton's Digital Flotsam Stendhal Syndrome Episode